# Esperimento di Faraday
L'esperimento di Faraday, nota come legge di induzione elettrica, fu eseguito per la prima volta nel 1821 dal fisico e chimico britannico Michael Faraday.
Un anno dopo l'esperimento di Oersted, Faraday stabilì con un semplice esperimento che un campo magnetico genera una forza anche nei confronti di conduttori attraversati da corrente elettrica.
L'esperimento consiste nel porre un filo conduttore in posizione verticale tra i due poli di un magnete. Questo filo è sorretto da un'intelaiatura che lo tiene in direzione verticale. Quando si collega questo filo a una batteria, la corrente attraversa il filo e si nota che esso si muove in direzione perpendicolare a se stesso e alle linee di campo basandosi sulla regola della mano destra (dove il pollice indica il verso della corrente, l'indice il verso del campo magnetico e il verso della forza che fa muovere il filo è quello che esce dal palmo della mano). 
Una variante dell'esperimento permette anche di misurare lo spostamento a cui è soggetto il filo conduttore. Per far ciò basta porre dei pesi dal lato opposto del telaio rispetto al filo e vedere con quale carico si raggiunge l'equilibrio.

## Il secondo esperimento di Faraday
Il secondo esperimento, meno noto del primo, consisteva nel far ruotare il disco di rame insieme al magnete, con il risultato di ottenere comunque corrente. Tuttavia la teoria attualmente accettata che spiega il primo esperimento fallisce per quanto riguarda il secondo.